# José Bernardo Cáceres Gutiérrez
José Bernardo Cáceres Gutiérrez de Palacios (Archipiélago Juan Fernández, 1786 - Santiago, 20 de julio de 1857) fue un abogado y político chileno. Hijo de don Eduardo Cáceres y Morandé y doña Mercedes Gutiérrez de Palacios y Saralegui. Casado con Carmen Ruedas. Paralelo al mundo de las armas, desarrolló el estudio del Derecho, graduándose de abogado en 1829.

## Carrera militar
Ingresó al ejército y obtuvo el grado de capitán. Participó de todas las batallas importantes de la guerra de independencia entre 1811 y 1818. Ascendido a teniente coronel (1817) y tras la Batalla de Maipú logró el rango de coronel. Jefe de Estado Mayor de Santiago (1818) y miembro de la Legión de Honor (1822).

## Actividades políticas
- Diputado representante de Los Ángeles (1823-1824).
- Diputado representante de Itata (1824-1825) y (1825-1826).
- Diputado representante de Concepción y Talcahuano (1827-1828) y (1828-1829).